# Hall of Mirrors
Singles
Hall of Mirrors est le premier album de la chanteuse américaine Grace. Il comprend notamment la chanson Imagine One Day, qui l'a révélée au grand public.

## Titres
| No  | Titre              | Durée |
| --- | ------------------ | ----- |
| 1.  | Lost               | 4:28  |
| 2.  | Open Road          | 4:28  |
| 3.  | Imagine One Day    | 3:34  |
| 4.  | Just Look Away     | 5:00  |
| 5.  | Bang Bang          | 3:41  |
| 6.  | Gambler            | 3:49  |
| 7.  | Working Together   | 3:48  |
| 8.  | To the East        | 0:13  |
| 9.  | Geisha             | 3:17  |
| 10. | Butterfly          | 3:33  |
| 11. | Go Your Way        | 3:52  |
| 12. | Who Will Tell Them | 3:14  |
| 13. | New Day            | 3:52  |
| 14. | All You'll Need    | 5:19  |